# Den ubetænksomme elsker
Den ubetænksomme elsker er en dansk film fra 1982.
- Manuskript og instruktion Claus Ploug efter en roman af Leif Panduro.

Blandt de medvirkende kan nævnes:
- Dick Kaysø
- Karen-Lise Mynster
- Pia Vieth
- Ghita Nørby
- Peter Steen
- Ann-Mari Max Hansen
- Solbjørg Højfeldt
- Ove Sprogøe
- Rita Angela
- Preben Lerdorff Rye
- Lisbet Dahl
- Helge Kjærulff-Schmidt
- Bodil Lindorff
- Olaf Ussing
- Finn Nielsen
- Astrid Villaume
- Ingolf David
- Lise Schrøder